# Amazon (navio de 1780)
Amazon foi um navio lançado na França em 1775 sob outro nome e capturado como prêmio em 1780. Proprietários britânicos o renomearam como Amazon e ele se tornou um navio das Índias Ocidentais. Em 1782, um navio americano com carta de marca, uma ex-fragata da Marinha Real Britânica, o capturou, mas a Marinha Real o recapturou rapidamente. Ele então passou a se chamar Dumfries. Pode ter sido renomeado novamente. Ele reapareceu como Amazon em 1790 e fez viagens entre Londres e Esmirna. Em 1798, fez uma viagem para a Companhia Britânica das Índias Orientais (EIC) entre 1797 e 1798. Depois, fez três viagens entre 1800 e 1804 como um navio negreiro baseado em Liverpool no comércio triangular de pessoas escravizadas. Sua história subsequente atualmente é obscura.

## Carreira
O Amazon aparece no Lloyd's Register de 1781 com W. Gray como capitão, Robinson & Co. como proprietários e operando no comércio Londres–Jamaica. Em 16 de agosto de 1782, o Lloyd's List noticiou que o navio de transporte Amazon, comandado por Gray, havia sido capturado enquanto transportava roupas para Quebec. Seu captor foi o navio americano com carta de marca Flora, anteriormente HMS Flora, que levou a captura para Bordeaux. No entanto, logo após, o HMS Portland recapturou o Amazon e o enviou para Terra Nova. Em 1793, os oficiais e a tripulação do Portland receberam uma recompensa em dinheiro pela recaptura do Amazon e de sua carga.

### Dumfries
Em 1783, o Amazon foi renomeado para Dumfries, com Nicholson como capitão e operando no comércio de transporte entre Londres. Ele teve danos reparados em 1783, e em 1784 seu capitão era J. Tullock. Seu proprietário ainda era Robinson, mas seu comércio agora era Londres–Índias Ocidentais. Ela pode então ter sido revendida ou renomeada, pois tanto Amazon quanto Dumfries desaparecem do Lloyd's Register por alguns anos.

### Amazonnovamente
O Amazon reapareceu no Lloyd's Register em 1790 com Waring como capitão, Chapman como proprietário e no comércio Londres−Esmirna. Ele havia passado por "bons reparos" em 1785 e 1790. Em 1792, recebeu um "reparo completo" e seu capitão passou a ser R. Stanning. Waring tornou-se capitão do Georgiana. Em 19 de abril de 1791, o Lloyd's List noticiou que o Amazon, comandado por Waring, havia retornado de Esmirna.
O Lloyd's Register de 1795 (publicado em 1794) mostrou Waring novamente como capitão, embora seu comércio permanecesse Londres−Esmirna. O capitão William Waring obteve uma carta de marca em 19 de setembro de 1794.

### Viagem do EIC
Waring partiu de Falmouth em 16 de fevereiro de 1797, com destino à China. O Amazon chegou à Ancoragem de Whampoa em 11 de julho. Rumo ao retorno, esteve em Lintin em 1º de janeiro de 1798 e em Malaca em 16 de janeiro. Ela alcançou o Cabo da Boa Esperança em 18 de março e Santa Helena em 14 de abril. Estava em Cork em 25 de junho e chegou a Long Reach em 11 de julho. Em algum momento, Charles Hooper substituiu Waring como capitão, mas o momento e a razão ainda não são claros.
O Lloyd's List de 1799 mostrou a mudança do capitão do Amazon, de Waring para M'Dowell, e a mudança de propriedade de Chapman para Cullen.

### Transporte de pessoas escravizadas
O Amazon fez três viagens transportando cativos da África Ocidental para o Caribe.
Primeira viagem transportando pessoas escravizadas (1799–1800): O capitão William Grahame obteve uma carta de marca em 25 de fevereiro de 1799. Grahame partiu de Liverpool em 10 de março de 1799, com destino à Baía de Biafra e às Ilhas do Golfo da Guiné. Em 1799, 156 navios britânicos partiram de portos britânicos para viagens de transporte de pessoas escravizadas, 134 desses navios partiram de Liverpool.
Grahame adquiriu cativos em Calabar e os entregou em Kingston, Jamaica, em 16 de janeiro de 1800. Ele desembarcou 390 cativos. O Amazon deixou a Jamaica em 31 de maio de 1800. O Amazon deixou a frota jamaicana em 10 de junho e chegou de volta a Liverpool em 16 de julho de 1800. O navio tinha uma tripulação de 62 e sofreu 23 mortes entre os tripulantes durante a viagem.
Segunda viagem transportando pessoas escravizadas (1800–1802): O capitão James Cosnahan obteve uma carta de marca em 6 de dezembro de 1800. Ele partiu de Liverpool em 30 de dezembro de 1800, com destino à Baía de Biafra e às Ilhas do Golfo da Guiné. Em 1800, 133 navios britânicos partiram de portos britânicos para viagens de transporte de pessoas escravizadas, 120 desses navios partiram de Liverpool.
Cosnahan adquiriu cativos em Bonny e Calabar e os entregou em Kingston, Jamaica, em 16 de agosto de 1801, com 323 cativos. O Amazon partiu para a Inglaterra em 25 de março de 1802. Ele teve que retornar devido a vazamentos, mas ainda assim chegou a Liverpool em 19 de maio. Ele teve 15 mortes entre os 43 tripulantes.
Terceira viagem transportando pessoas escravizadas (1802–1803): O capitão John Hunter partiu de Liverpool em 22 de outubro de 1802 em direção à África. Em 1802, 155 navios britânicos partiram de portos britânicos para viagens de transporte de pessoas escravizadas, 122 desses navios partiram de Liverpool.
O Amazon chegou a Havana em julho de 1803 com 396 cativos.

## Destino
Não há mais dados sobre o Amazon. O brigue Amazon, comandado por Wales, foi capturado em 10 de outubro de 1803, perto do Cabo Antônio, enquanto navegava de Jamaica para Halifax, mas atualmente não é possível determinar definitivamente se ele era ou não o navio negreiro Amazon.
Em 1804, 11 embarcações britânicas no comércio triangular foram perdidas, uma delas na viagem de volta para casa.

## Citações
1. ↑  Lloyd's Register (1781), Seq.
2. ↑  Lloyd's List №1388.
3. ↑  Lloyd's List №1394.
4. ↑  Lloyd's List №1410.
5. ↑  «No. 12441». The London Gazette. 17 de maio de 1783. p. 2
6. ↑  Lloyd's Register (1783), Seq.
7. ↑  Lloyd's Register (1790), Seq.
8. ↑  Lloyd's Register (1792), Seq.
9. ↑  Lloyd's List №2291.
10. ↑  Lloyd's List (1795), Seq.№A242.
11. 1 2 3  «Letter of Marque» (PDF). p. 49. Consultado em 3 de março de 2025. Arquivado do original (PDF) em 20 de outubro de 2016
12. ↑  British Library: Amazon.
13. ↑  Lloyd's Register (1799), Seq.
14. 1 2 3  Trans Atlantic Slave Trade Database – Amazon voyage #80217.
15. 1 2 3  Williams (1897), p. 680.
16. ↑  Lloyd's List №4069.
17. 1 2 3  Trans Atlantic Slave Trade Database – Amazon voyage #80218.
18. ↑  Lloyd's List №4223.
19. 1 2  Trans Atlantic Slave Trade Database – Amazon voyage #80219.
20. ↑  Lloyd's List №4441.
21. ↑  Inikori (1996), p. 62.